# 940-es busz (Budapest)
A budapesti 940-es jelzésű éjszakai autóbusz a Móricz Zsigmond körtér és a Budaörsi lakótelep között közlekedik. Nagyrészt a nappali 240-es busz vonalán jár, de Budapest felé a 287-es busz kamaraerdei megállóit is érinti. A vonalat 2014. június 15-étől a Volánbusz, 2025-től a MÁV Személyszállítási Zrt. üzemelteti.

## Története
2005. szeptember 1-jén indították a megszűnő 40É busz helyett, Budapest felé Kamaraerdő érintésével. 2012. március 4-től a budapesti szakaszon megváltozott az útvonala, a Móricz Zsigmond körtér és a Budaörsi út között a BAH-csomópont érintése helyett a Kelenföldi autóbuszgarázs mellett közlekedik.

## Útvonala
| Móricz Zsigmond körtér felé | Budaörsi lakótelep felé |
| --- | --- |
| Budaörsi lakótelep vá. – Szivárvány utca – Szabadság út – Károly király utca – Kinizsi utca – aluljáró – Vasút utca – Kamaraerdei út – Kamaraerdő – Kamaraerdei út – Vasút utca – aluljáró – Budaörs, Kinizsi utca – Károly király utca – Budapesti út – Budaörsi út – Lapu utca – autópálya – Budaörsi út – Ajnácskő utca – Hamzsabégi út – Bartók Béla út – Villányi út – Móricz Zsigmond körtér vá. | Móricz Zsigmond körtér vá. – Villányi út – Fadrusz utca – Bartók Béla út – Hamzsabégi út – Ajnácskő utca – Budaörsi út – Budaörs, Budapesti út – Szabadság út – Szivárvány utca – Budaörsi lakótelep vá. |

## Megállóhelyei
| 0                                     | Móricz Zsigmond körtér M végállomás | 35 | 907, 908, 908A, 918, 941, 960, 972, 972B, 973 |
| ∫                                     | Móricz Zsigmond körtér M            | 33 | 6 907, 918, 973                               |
| 2                                     | Kosztolányi Dezső tér               | 32 | 907, 908, 908A, 918, 941, 972, 972B           |
| ∫                                     | Karolina út                         | 30 | 907, 908, 908A, 918, 941, 972                 |
| 4                                     | Kelenföldi autóbuszgarázs           | 29 | 908, 908A, 941, 972, 972B                     |
| 5                                     | Ajnácskő utca                       | 29 | 908, 908A, 941, 972, 972B                     |
| 7                                     | Dayka Gábor utca                    | 28 | 908, 908A, 941, 972, 972B                     |
| 8                                     | Sasadi út                           | 27 | 908, 908A, 941, 972, 972B                     |
| 9                                     | Nagyszeben út                       | ∫  | 908, 908A, 972, 972B                          |
| ∫                                     | Jégvirág utca                       | 26 | 908, 908A, 972, 972B                          |
| 10                                    | Gazdagréti út                       | 25 | 908, 908A, 972, 972B                          |
| 11                                    | Poprádi út                          | 25 | 972, 972B                                     |
| 12                                    | Madárhegy                           | 24 | 972, 972B                                     |
| 13                                    | Rupphegyi út                        | 23 | 972, 972B                                     |
| 13                                    | Felsőhatár utca                     | 23 | 972, 972B                                     |
| Budapest–Budaörs közigazgatási határa |                                     |    |                                               |
| 14                                    | Tulipán utca                        | 22 | 972, 972B                                     |
| 15                                    | Aradi utca                          | 21 | 972, 972B                                     |
| 16                                    | Templom tér                         | 20 | 972, 972B                                     |
| 17                                    | Károly király utca                  | 19 | 972, 972B                                     |
| ∫                                     | Csata utca                          | 18 |                                               |
| ∫                                     | Agip utca                           | 17 | 735                                           |
| ∫                                     | Kinizsi utca                        | 16 |                                               |
| ∫                                     | Repülőgépes Szolgálat               | 15 |                                               |
| ∫                                     | Vasút utca                          | 14 |                                               |
| ∫                                     | Kamaraerdei út 11.                  | 14 |                                               |
| ∫                                     | Kamaraerdei Ifjúsági Park           | 13 |                                               |
| ∫                                     | Idősek Otthona                      | 12 |                                               |
| ∫                                     | Kamaraerdő                          | 12 |                                               |
| ∫                                     | Idősek Otthona                      | 11 |                                               |
| ∫                                     | Kamaraerdei Ifjúsági Park           | 10 |                                               |
| ∫                                     | Kamaraerdei út 11.                  | 10 |                                               |
| ∫                                     | Vasút utca                          | 9  |                                               |
| ∫                                     | Repülőgépes Szolgálat               | 8  |                                               |
| ∫                                     | Kinizsi utca                        | 8  |                                               |
| ∫                                     | Agip utca                           | 7  | 735                                           |
| ∫                                     | Csata utca                          | 6  |                                               |
| ∫                                     | Baross utca                         | 5  |                                               |
| 18                                    | Kisfaludy utca                      | 4  | 972, 972B                                     |
| 18                                    | Kötő utca                           | 3  | 972, 972B                                     |
| 19                                    | Budaörs, városháza                  | 3  | 972, 972B                                     |
| 20                                    | Gimnázium                           | 2  | 972, 972B                                     |
| 21                                    | Patkó utca                          | 1  | 972, 972B                                     |
| 22                                    | Budaörsi lakótelep végállomás       | 0  | 972, 972B                                     |

Jegyek és bérletek érvényessége:
Vonaljegy: Móricz Zsigmond körtér M – Budaörsi lakótelep
Budapest-bérlet és Budapest-jegyek: Móricz Zsigmond körtér M – Felsőhatár utca (Budapest felé a járat teljes hosszán)
Környéki bérlet és környéki helyközi vonaljegy: Rupphegyi út – Budaörsi lakótelep
Környéki helyi bérlet: Felsőhatár utca – Budaörsi lakótelep